# 吕西尼
吕西尼（法語：Lusigny，法語發音：[lyziɲi]）是法国阿列省的一个市镇，位于该省东北部，属于穆兰区。

## 地理
吕西尼（46°35'16"N, 3°29'29"E）面积44.55 平方千米，位于法国奥弗涅-罗讷-阿尔卑斯大区阿列省，该省份为法国中部省份，北起涅夫勒省、西北接谢尔省，西南至克勒兹省，南至多姆山省，东南临卢瓦尔省，东临索恩-卢瓦尔省。
与吕西尼接壤的市镇（或旧市镇、城区）包括：舍瓦涅、谢济、蒙伯尼、阿科兰河畔蒂耶勒、伊泽尔。

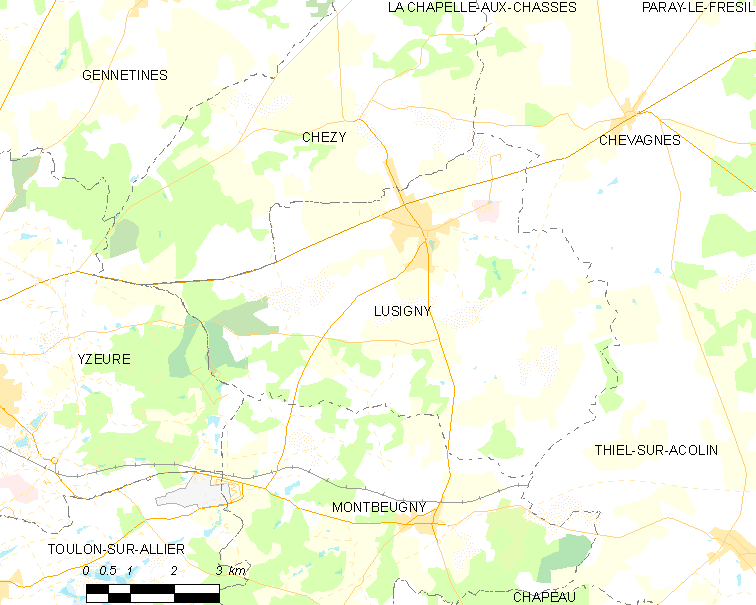
吕西尼的OSM定位图

吕西尼的时区为UTC+01:00、UTC+02:00（夏令时）。

## 行政
吕西尼的邮政编码为03230，INSEE市镇编码为03156。

## 政治
吕西尼所属的省级选区为贝布尔河畔栋皮埃尔县。

## 人口

1962-2008年间吕西尼人口变化图示

吕西尼于2022年1月1日时的人口数量为1633人。